# 瓜破斎場

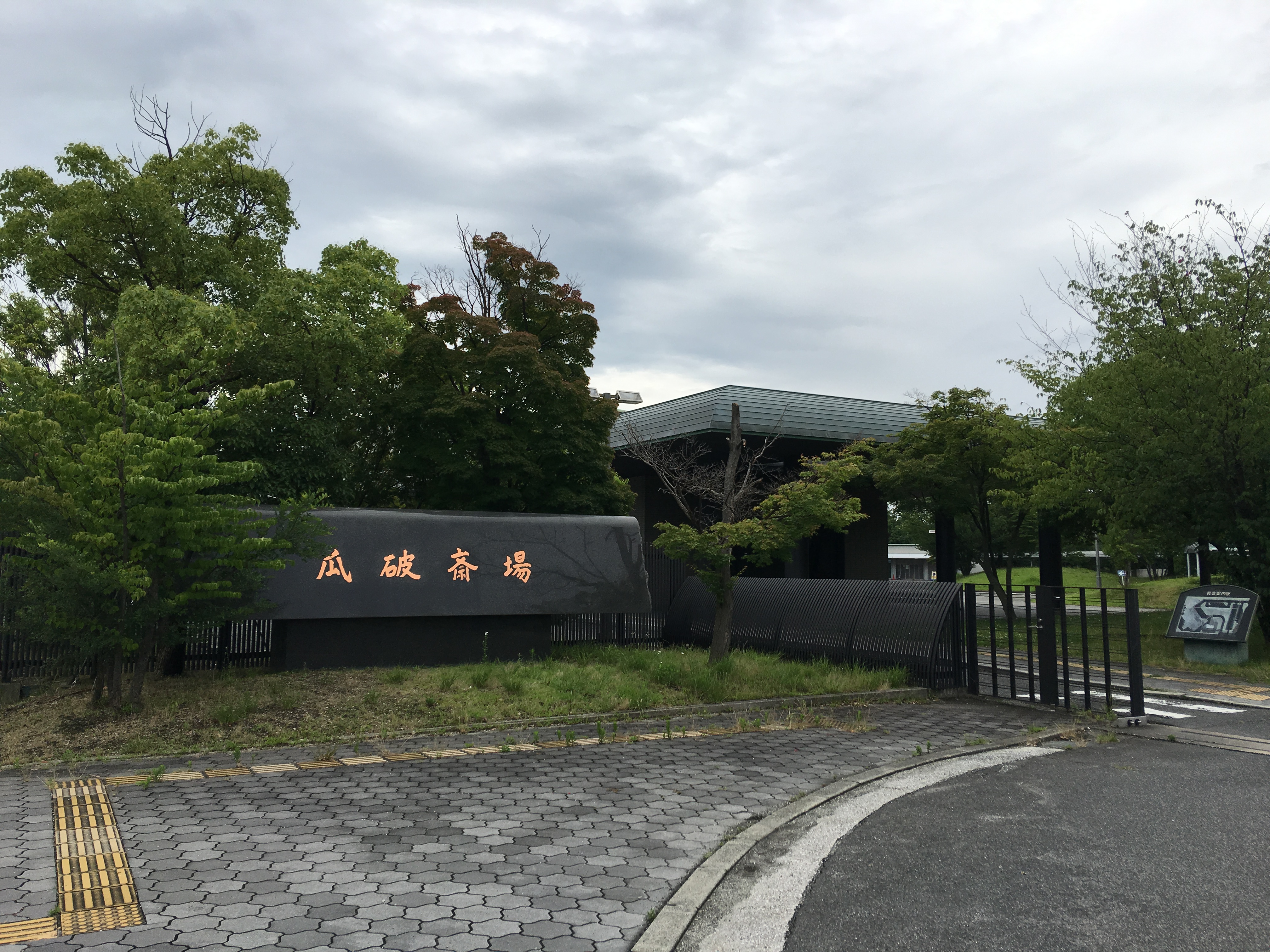

大阪市立瓜破斎場（おおさかしりつうりわりさいじょう）とは、大阪府大阪市平野区にある、火葬場・斎場である。大阪市が運営している。

## 概要
火葬炉の老朽化で火葬業務を廃止した南斎場や、住吉・平野の各斎場の供用廃止に伴い。それらを引き継ぐ形で瓜破霊園内の敷地に重油式火葬炉設備20基を建設。昭和32年（1957年）４月に供用が開始された。
施設の老朽化に伴い、1992年9月から大改修が行われ、1996年4月全面改修。これを機に都市ガスを燃料とした火葬炉を30基と併せ、敷地内に式場棟も設置した。
瓜破斎場は大阪市南部の大和川のそばに位置する。周辺に住宅が密集しているが、市内最大の面積を持つ瓜破霊園に併設されているので広々としている。斎場周囲も木で囲まれており、公園などもあるので周辺住民に配慮した形となっている。
火葬場には式場が併設されている。主に大阪市南部方面の需要を満たす形だが、火葬炉の数は30基と全国で２番目の規模であり、大阪市民のみならず、周辺自治体からの利用も多い。
火葬料金は大阪市内その他4箇所の斎場共通である。埋火葬許可証の届出人が大阪、八尾市民であれば市民料金で利用できる。

## 施設
- 台車式前室付き火葬炉 30基（耐火煉瓦積み火葬炉、バーナーは都市ガス使用）
- 炉前ホール
- 遺体安置所
- 遺骨保管室
- 市民休憩室
- 式場（120m2）
- 遺族控室
- 駐車場：自家用車97台 バス9台

## 葬儀・火葬が行われた著名人
- 久高友雄（火葬のみ）
- 鈴木貴久（火葬のみ）
- 磯村隆文
- 桑名正博（火葬のみ）

## 周辺
- 瓜破霊園
- 阪和貨物線(廃止)
- 花塚山古墳